# (73392) 2002 LN14
(73392) 2002 LN14 – planetoida z pasa głównego asteroid okrążająca Słońce w ciągu 4,53 lat w średniej odległości 2,74 j.a. Odkryta 6 czerwca 2002 roku.